# حقوق الإنسان في أوزباكستان
وصفت هيومن رايتس ووتش حقوق الإنسان في أوزباكستان بأنها «شديدة السوء»، وانتقدت المملكة المتحدة والولايات المتحدة هذا البلد بشدة بسبب ادعاءات باعتقالات تعسفية واضطهاد ديني وتعذيب تستعملها الحكومة على مستوى إقليمي ودولي.

## نظرة عامة
صرحت هيومن رايتس ووتش بأن «سجل تعاون أوزباكستان مع آليات الأمم المتحدة لحقوق الإنسان يعد من بين الأسوأ في العالم، فخلال 12 سنة مضت تجاهلت طلبات دخول خبراء حقوق الإنسان في الأمم المتحدة والبالغ عددهم 11، ورفضت فعليا كل التوصيات التي قامت بها الأجهزة الدولية بشأن تحسين حقوق الإنسان». وعبر اتحاد هيلسينكي الدولي لحقوق الإنسان IHF عن قلقه العميق حيال الخرق الواسع والفعلي لجميع حقوق الإنسان الأساسية.
تعد الحرية الدينية إحدى أعظم قضايا الدولة، فرغم أنها ذات أغلبية مسلمة، فهناك اتجاهين دينيين تعترف بهما وتجيزهما وهما المسيحية الأرثوذكسية واليهودية.
وأشارت وزارة الخارجية الأمريكية إلى أن أوزباكستان بلد ذات شأن خاص نظرا للاضطهاد الديني الممارس في البلاد. وعرفت أوزباكستان بأنها «دولة متسلطة والحقوق المدنية فيها محدودة». لكن وفقا لهيومن رايتس ووتش فإن الحكومة الأمريكية «مانعت فرض أي سياسة جادة أو تبعات على سجل حقوق الإنسان القاتم في أوزباكستان، لاعتبارها تاشكنت حليفا أساسيا في» شبكة التوزيع الشمالية«NDN التي تستخدما لسحب إمداداتها من الحرب في أفغانستان».
إن أكثر الانتهاكات المنتشرة لحقوق الإنسان وفقا لتقارير هي التعذيب والاعتقالات التعسفية وأشكال متنوعة من الحد من الحريات الدينية وحرية الكلام والصحافة وحرية تشكيل رابطة حرة أو جمعية. وتقول التقارير بأن الانتهاكات غالبا ماترتكب بحق أعضاء المنظمات الدينية والصحفيين المستقلين وناشطي حقوق الإنسان والناشطين السياسيين ومن ضمنهم أعضاء أحزاب المعارضة المحظورة. وفي عام 2005 كانت أوزباكستان في تقرير منظمة بيت الحرية: «الأسوأ من بين الأسوأ: أكثر المجتمعات القمعية في العالم».
لخص الوضع الرسمي لحكومة أوزباكستان في مذكرة عنوانها «الإجراءات التي اتخذتها حكومة جمهورية أوزباكستان في مجال تأمين وتشجيع حقوق الإنسان». قامت الحكومة بفعل كل شيء يقع ضمن سلطتها لحماية وضمان حقوق الإنسان للمواطنين الأوزباكستانيين، وتحسن أوزباكستان قوانينها ومؤسساتها باستمرار لخلق مجتمع أكثر إنسانية. أقر البرلمان أكثر من 300 قانون ينظم الحقوق والحريات الأساسية للأشخاص، وعلى سبيل المثال، أسس عام 1996 مكتب للتحقيق في المظالم. وفي 2 آب 2005 وقع الرئيس إسلام كاريموف مرسوما يقضي بإلغاء حكم الإعدام في أوزباكستان بدءا 1 كانون الثاني 2008.
حقق السفير البريطاني بين 2002 و2004 كرايغ موراي في انتهاكات لحقوق الإنسان، وعندما تجاهل رؤساؤه في وزارة الخارجية والكومنولث تقاريره، عرضها أمام الرأي العام، جاذبا الاهتمام العالمي للمسألة. وقد فصل من منصبه، لكنه استمر في خطابه العلني المناهض لانتهاكات حقوق الإنسان في هذه البلاد، كما ادعى بوجود تسليم أشخاض غير قانوني من الولايات المتحدة لأوزباكستان، مع استخدام وهمي للمعلومات التي أخذت تحت التعذيب نتيجة لذلك. أقيل موراي من منصبه في تشرين الأول 2004، إثر تقرير مسرب في الفايننشيل تايمز يذكر فيه ادعاءه أن جهاز الاستخبارات السرية البريطانية M16 استخدمت المعلومات التي زودته بها السلطات الأوزبكية والتي حصلت عليها عن طريق التعذيب. أنكرت وزارة الخارجية والكومنولث بوجود أي ارتباط مباشر وصرحت بأن موراي قد أقيل لأسباب «تتعلق بالعمل». وفي كتابه: جريمة قتل في سمرقند (2006) يفترض موراي بأن وثائقه المناهضة للتعذيب سببت مشكلتين لحكومتي أمريكا وبريطانيا: أولهما أن برنامج وكالة الاستخبارات المركزية الأمريكية للتسليم غير القانوني للأشخاص كان يستخدم أوز باكستان سرا كوجهة لإرسال الناس إليها للتعذيب. وثانيهما أن سجلات جلسات التعذيب تم مشاركتها مع جهاز الاستخبارات السرية البريطانية بسبب اتفاقيات التبادل الاستخباراتي بين أمريكا وبريطانيا منذ الحرب العالمية الثانية؛ وبمناهضتة قبول بريطانيا بمعلومات وكالة الاستخبارات الأمريكية التي حصلت عليها بالتعذيب، كان يتدخل ببرنامج التسليم السري ويهدد أيضا علاقة جهاز الاستخبارات السرية البريطانية مع وكالة الاستخبارات الأمريكية.
إن الاضطرابات المدنية التي حصلت في أوزباكستان عام 2005 والتي أسفرت عن مقتل عدة مئات من الأشخاص، يعتبرها كثيرون بأنها حدث فارق في تاريخ انتهاكات حقوق الإنسان في أوزباكستان. وقد عبرت عدة جهات عن قلقها وطالبت بتحقيق مستقل بالأحداث وهي الولايات المتحدة والاتحاد الأوربي والأمم المتحدة ورئيس منظمة الأمن والتعاون الأوربي ومكتب منظمة الأمن والتعاون الأوربي للمؤسسات الديمقراطية وحقوق الإنسان. حيث تتهم حكومة أوزباكستان بإعدام الأشخاص بشكل غير قانوني وبإنكارها حق مواطنيها بحرية التجمع وحرية التعبير. حاولت الحكومة رد التهم بقوة، مصرة على أنها قامت بمجرد عملية ضد الإرهاب مستخدمة الضروري من القوة فقط. بالإضافة لذلك ادعى بعض المسؤولين أن «حرب معلومات أعلنت على أوزباكستان» وأن انتهاكات حقوق الإنسان في أنديجان قد اختلقها أعداء أوزباكستان كمسوغ مقنع للتدخل في شؤون البلاد الداخلية.
يؤكد دستور أوزباكستان أن «الديمقراطية في جمهورية أوزباكستان تقوم على المبادء الإنسانية العامة، ووفقا لها تكون القيمة العليا هي الإنسان، وحياته وحريته وشرفه وكرامته وغيرها من الحقوق الثابتة».
ألغت أوزباكستان عقوبة الإعدام وذلك في مراسيم الرئيس إسلام كاريموف في آب 2005، وأصبح نافذا في 1 كانون الثاني 2008، واستبدل الإعدام بمدة أطول من حرمان الحرية والحكم المؤبد (انظر إلى عقوبة الإعدام في أوزباكستان)
وفي عام 2015 أصدرت هيومن رايتس ووتش تقريرا يفيد:
إن سجل الحقوق الوحشي في أوزباكستان لم يتحسن بشكل واضح عام 2014، وإن الرئيس الديكتاتور إسلام كاريموف الذي دخل بالعام الخامس والعشرين له في السلطة استمر بتوظيف جهاز استخبارات واسع لمراقبة وإفشال نشاطات المناوئين الحاصلة والمتوقعة.
تقمع السلطات حرية التعبير بكل أشكالها ولا تسمح بأي معارضة سياسية منظمة أو إعلام مستقل أو اتحادات تجارة حرة أو منظمات مجتمع مدني مستقلة أو حريات دينية؛ وتعرض اللذين حاولوا الدفاع عن الحقوق أو العمل بطريقة تعتبر معارضة لاهتمامات الحكومة لاعتقالات تعسفية وندرة المحاكمات المشروعة والتعذيب، كما تستمر العمالة القسرية للكبار والأطفال.

### الحرية الدينية
تصادر المطبوعات الدينية التي لا تسمح بها الحكومة وتتلف، بما فيها الإنجيل.
قامت منظمة المنتدى 18، وهي مؤسسة حقوق إنسان مقرها النرويج، بتوثيق غارات للشرطة الأوزبكية التي ضربوا فيها وغرّموا وهددوا وأرهبوا المشاركين في المراسم الدينية من غير الموثقين. وفي آب 2005 اعتقلت السلطات أحد مراسلي المنظمات ورحلته من مطار تاشكينتفي في أوزباكستان.
وقد وثق مكتب الإعلام لمنظنة شهود يهوة عدة حالات سجن بسبب تعليم الدين. وصرحت أيضا جمعية بارناباس فاند بأن القس ديمتري شيستاكوف سجن 4 سنوات بسبب نشاطاته المسيحية.

### التعذيب
صرحت هيومن رايتس ووتش الموجودة في أمريكا في تشرين الثاني 2007 أن سلطات السجون الأوزبكية تضرب السجناء بشكل روتيني وتستخدم الصدمات الكهربائية والخنق والإهانة الجنسية لاستخلاص المعلومات والاعترافات. ووفقا لتقرير قضائي قدمته السفارة البريطانية، تم غلي سجينين حتى الموت عام 2002. ووفقا لتقرير لهيومن رايتس ووتش، عذب السجناء المسلمون بسبب الصلاة.

### حقوق المرأة

#### التعقيم القسري
نقلت تقارير بأن أوزباكستان تتابع سياسة التعقيم القسري واستئصال الرحم وزرع اللولب الرحمي منذ أواخر التسعينيات لفرض السيطرة على عدد السكان.

#### العنف المنزلي
يعد العنف المنزلي ضد النساء مشكلة خطيرة في أوزباكستان  بين مسح قامت به اليونيسيف بأن 69.6% من النساء وافقن بأنه يبرر للرجل ضرب وركل زوجته تحت ظروف معينة (وتشمل 61.2% إذا خرجت الزوجة بدون إخبار زوجها و47.9% إذا تجادلت معه).